# Conviasa-Flug 2350
Der Conviasa-Flug 2350 (Flugnummer IATA: V02350, ICAO: VCV2350, Funkrufzeichen: CONVIASA 2350) war ein planmäßiger Inlandsflug der venezolanischen Fluggesellschaft Conviasa von Porlamar nach Ciudad Guayana. Am 13. September 2010 verunglückte auf diesem Flug eine ATR 42-300 im Endanflug auf den Zielflughafen, wobei 17 von 51 Personen an Bord starben.

## Flugzeug
Das betroffene Flugzeug war eine ATR 42-300, ein Typ des von Aeritalia und Aérospatiale gegründeten, italienisch-französischen Konsortiums Avions de Transport Régional (ATR) zum Bau von Regionalflugzeugen. Die Maschine war zum Zeitpunkt des Unfalls 16 Jahre und sieben Monate alt. Sie trug die Werknummer 371, war 1994 am Produktionsstandort von ATR in Toulouse endmontiert worden und absolvierte am 7. Februar 1994 ihren Erstflug. Das Flugzeug wurde durch das werkseigene Leasingunternehmen ATRiam Capital am 8. April 1994 an die britische Gill Air ausgeliefert, bei der sie das Luftfahrzeugkennzeichen G-BVJP erhielt. Ab dem 24. Juni 1995 wurde die Maschine mit der Umbenennung der Betreibergesellschaft auf die Gill Airways umgeschrieben, bei der sie bis zum 20. September 2001 in Betrieb blieb. Ab dem 17. März 2003 verleaste die ATRiam Capital die Maschine an die Air Wales, welche das Flugzeug mit dem neuen Luftfahrzeugkennzeichen G-TAWE betrieb, ehe der Leasingrückläufer zum 9. Juni 2006 zur Leasinggeberin zurückkehrte. Zum 31. August 2006 ließ diese das Flugzeug mit dem neuen Luftfahrzeugkennzeichen F-WQNC zu. Ab dem 5. September 2006 war die Maschine an die Conviasa verleast, bei der sie das Kennzeichen YV1010 erhielt. Das zweimotorige Regionalverkehrsflugzeug war mit 2 Turboproptriebwerken des Typs Pratt & Whitney Canada PW120 ausgestattet und hatte bis zum Unfallzeitpunkt eine Gesamtbetriebsleistung von 27.085 Betriebsstunden absolviert, auf die 29.603 Starts und Landungen entfielen.

## Besatzung und Passagiere
Den Flug von Porlamar nach Ciudad Guayana hatten 47 Passagiere angetreten. Es befand sich eine vierköpfige Besatzung an Bord. 
- Der 62-jährige Flugkapitän Ramiro Cárdenas war im Besitz von gültigen Musterberechtigungen für die Flugzeugtypen ATR 42 und ATR 72 sowie von abgelaufenen für die Typen Boeing 727, Douglas DC-10, Cessna 150, Cessna 152, Cessna 172, Cessna 182 und Cessna 206. Über die durch den Kapitän vor dem 1. September 2006 abgeleistete Flugerfahrung konnten keine Aufzeichnungen ermittelt werden. Seit diesem Datum sammelte er 1.574 Stunden Flugerfahrung.
- Der 38-jährige Erste Offizier Luis Albarrán war im Besitz von gültigen Musterberechtigungen zum Ersten Offizier an Bord der Flugzeugtypen ATR 42 und ATR 72 sowie von abgelaufenen für die Typen Cessna 150, Cessna 152, Cessna 172, Cessna 182, Cessna 206, Piper PA-28, Piper PA-38 und Gulfstream 690. Er verfügte über 1.083 Stunden Flugerfahrung, die er vollumfänglich in der Rolle des Ersten Offiziers absolviert hatte. Seine Erfahrung mit der ATR 42 belief sich auf 483 Stunden.
- Als weitere Besatzungsmitglieder befanden sich der 33-jährige Flugingenieur Jilbert Parada sowie die 24-jährige Flugbegleiterin Daniela Penique an Bord.

## Unfallhergang
Die Maschine startete am 13. September 2010 um 9:29 Uhr Ortszeit vom internationalen Flughafen Santiago Mariño in Porlamar zu einem Flug nach Ciudad Guayana. Die Landung sollte 45 Minuten nach dem Start auf dem internationalen Flughafen Manuel Piar in Puerto Ordaz erfolgen. Das Flugzeug stieg nach dem Start zunächst auf Flugfläche 150. Nach 20 Flugminuten befand es sich in 15.000 Fuß Höhe und 70 Seemeilen vom Zielflughafen entfernt, als der Anflug auf Ciudad Guayana eingeleitet wurde. Die Maschine befand sich im Anflug auf die Landebahn 07 des Zielflughafens, als die Flugbesatzung Probleme meldete, das Flugzeug unter Kontrolle zu halten. Späteren Augenzeugenberichten zufolge flog die Maschine kurz darauf um 09:59 Uhr Ortszeit in einem Industriegebiet bei Puerto Ordaz in Ciudad Guayana in geringer Höhe in Stromleitungen und stürzte auf ein Betriebsgelände des Stahlunternehmens Siderúrgica del Orinoco C. A. (Sidor), auf dem Materialien aus einem Stahlwerk gelagert wurden. Nach dem Aufprall zogen Arbeiter aus dem Stahlwerk sowie Feuerwehrleute die Überlebenden aus den brennenden Trümmern des Flugzeugs.

## Opfer
Die Zahl der Todesopfer wurde zunächst mit 14 angegeben und später auf 15 korrigiert. Nachdem in den Folgetagen weitere Insassen der Maschine ihren schweren Verletzungen erlegen waren, erhöhte sich die Opferzahl schließlich auf 17. Zu den Todesopfern gehörten auch die beiden Piloten.

## Unfalluntersuchung
Die venezolanischen Unfallermittler wurden durch zwei Ermittler des Bureau d’Enquêtes et d’Analyses pour la sécurité de l’aviation civile und drei Techniker von Avions de Transport Régional unterstützt. Der Abschlussbericht der Untersuchung wurde am 30. Dezember 2014 veröffentlicht. Als Unfallursache gaben die Ermittler darin die Fehlfunktion des Centralized Crew Warning System (CCAS/CAC) mit einer gleichzeitigen fehlerhaften Aktivierung der Überziehwarnanlage an. Als beitragende Faktoren wurden ein defizitäres Crew Resource Management angegeben, so hätten beide Piloten sich zu dem Zeitpunkt, als aufgrund einer abnormalen Situation wichtige Entscheidungen zu treffen waren, unzureichend abgestimmt. Ferner wurden von den Ermittlern ein Verlust des Situationsbewusstseins, das Ignorieren der Strömungsabrisswarnung sowie eine Fehlbedienung der Flugsteuerung beanstandet.